# چشم‌گربه‌ای (مجموعه تلویزیونی)
چشم‌گربه‌ای یک مجموعه تلویزیونی محصول سال ۱۳۷۶ به کارگردانی مسعود رشیدی، نویسندگی و تهیه‌کنندگی می‌باشد که در برنامه سیمای خانواده شبکه یک پخش شد.

## بازیگران
- زهره حمیدی
- افسانه چهره‌آزاد
- امیرمختار کمالی
- باقر صحرارودی
- پریسا پورشفیع
- توران قادری
- رامین نعمتی
- رضا سیگارودی
- سیروس میمنت
- شاپور مهربان
- شهاب روئینی
- علیرضا آلادین
- فریدون سرمدی
- مجید مشیری
- مظفر سلطانی
- نگین نعمت‌ناصر
- فریدون سرمدی
- زهرا حقوقی
- علی نقیان
- مهسا فرهانی
- ابراهیم غفاری